# Secale segetale
Secale segetale là một loài thực vật có hoa trong họ Hòa thảo. Loài này được (Zhuk.) Roshev. miêu tả khoa học đầu tiên năm 1947.